# 리치 스완
리치 스완(Rich Swann, 1990년 2월 15일 ~ )은 본명은 리처드 앨런 스완(Richard Allen Swann)이다. 미국의 남자 프로레슬링선수며 2008년 프로레슬링을 입문했다. 2016년 9월 19일 WWE Raw에서 WWE 크루저웨이트 챔피언 넘버원 컨텐더 페이탈 4웨이 매치에서 등장을 한다. 피니쉬는 치킨 프라이드 드라이버(스피닝 버티컬 수플렉스 파일드라이버), 파이브 스타 스완 스플래쉬(다이빙 프로그 스플래쉬), 더 리치 킥(스탠딩 사백오십도 스플래쉬), 스피닝 훅 킥, 다이빙 사백오십도 스플래쉬, 다이빙 코크스크류 사백오십도 스플래쉬, 백 헤드 사이드 킥으로 사용을 한다. 키는 174cm(5 ft 8 in)에다가 몸무게는 96kg(211 lb)이다.

## Professional wrestling highlights
- Finishing moves
  - Back head side kick - 2020-present
  - Chicken Fried Driver Vertical suplex piledriver|Spinning vertical suplex piledriver
  - Diving 450° splash
  - Diving corkscrew 450° splash
  - Five Star Swann Splash (Diving frog splash)
  - Spinning hook kick
  - The Rich Kick (Standing 450° splash)
- Signature moves
  - Body slam
  - Leap from Swann Pond (Rolling thunder into a standing frog splash)
  - Multiple cutter variations
    - Handspring
    - Running inverted
    - Sitout

  - Multiple kick variations
    - Backflip Nika Kick (Backflip)
    - Front drop
    - High
    - Running scissor
    - Tornado Spinning Kick (540°)

  - Jumping powerslam
  - Side slam
  - Standing hurricanrana
  - Standing Shooting Swann Press (Standing shooting star press)
  - Swannaca Rana (Jumping hurricanrana)
- Nicknames
  - "Mr. Standing 450"
  - "The Outlandish"
- Entrance themes
  - "Fight Like This" by Decyfer Down (CZW)
  - "I'm on a Boat" by The Lonely Island (CZW)
  - "Ronin Baby!" by Rich Swann (DG/DGUSA)
  - "Junction, Baby!" by Rich Swann (DG/DGUSA)
  - "World-1 Baby!" by Rich Swann (DG/DGUSA)
  - "All Night Long" Lionel Richie (DG/Dgusa/PWG/CZW; 2009-2015)
  - "Chemical Mind" by Jason Davis (WWE NXT; 2016)
  - "Around The World" CFO$ (WWE/WWE NXT; 2016-2018)
  - "Welcome To The Party" John Ross (Impact Wrestling; 2018-present)

## 수상
- 오픈 더 와라이 게이트 챔피언 (1회)
- 오픈 더 트라이앵글 게이트 챔피언 (1회) - 도이 나루키 앤 샤치호코 보이
- 오픈 더 유나이드 게이트 챔피언 (1회) - 자니 가르가노
- FIP 태그팀 챔피언 (1회) - 로더릭 스트롱
- FIP 월드 헤비웨이트 챔피언 (2회)
- 플로리다 럼블 (2014) - 갈렙 콘리
- 임팩트 월드 헤비웨이트 챔피언 (1회)
- 임팩트 월드 X 디비전웨이트 챔피언 (1회)
- TNA 월드 헤비웨이트 챔피언 (1회)
- 임팩트 이열즈 엔드 어워드 (2회)
  - X 디비전웨이트 스타 오브 더 이열 (2019)
  - 매치 오브 더 이열 (2020) vs 애디 에드워즈 vs 에이스 오스틴 vs 트레이 vs 에릭 영 엑트 슬리미버서리 2020
- FUW 플래시 챔피언 (1회)
- PWI 랭크드 넘버 10 오브 더 탑 500 싱글즈 레슬러 인 더 PWI 500 인 2021
- RCW 월드 크루저웨이트 챔피언 (1회)
- 언디스퓨티드 브리티시 태그팀 챔피언 (1회) - 리코셰
- 매치 오프 더 이열 (2013) - 도조브로스(에디 에드워즈 앤 로더릭 스트롱) 앤 영 벅스(맷 잭슨 앤 닉 잭슨)
- 리볼버 월드 챔피언 (1회)
- PWR 월드 스크램블웨이트 챔피언 (1회)
- PWR 월드 태그팀웨이트 챔피언 (1회) - 제이슨 케이드
- WWE 월드 크루저웨이트 챔피언 (신 버전) (1회)